# Rio di Valdimonte
Le torrent Rio di Valdimonte  est un cours d'eau de la province de Pérouse de la région Ombrie en Italie.

## Géographie
Il prend sa source à Bocca Trabaria (point de passage entre les régions Ombrie et Marches), dans les Apennins, à une altitude de 1 049 m, et sa longueur est de 10 km.
Il forme avec le torrent Lama la rivière Selci à Lama commune de San Giustino.